# Soko G-4 Super Galeb
O Soko G-4 Super Galeb é um caça de ataque leve de origem iugoslávia.

## Histórico operacional
O G-4 viu combate durante as guerra iuguslavas. Ao todo, três G-4s foram abatidos mas todos os tripulantes sobreviveram ao se ejetar.
Durante a guerra do Kosovo, o G-4 foi usado várias vezes para atacar posições do ELK (o exército kosovo). Sete G-4s foram destruidos pela OTAN.
Apenas dois G-4s se envolveram em acidentes fatais nos 27 anos de serviço da aeronave.

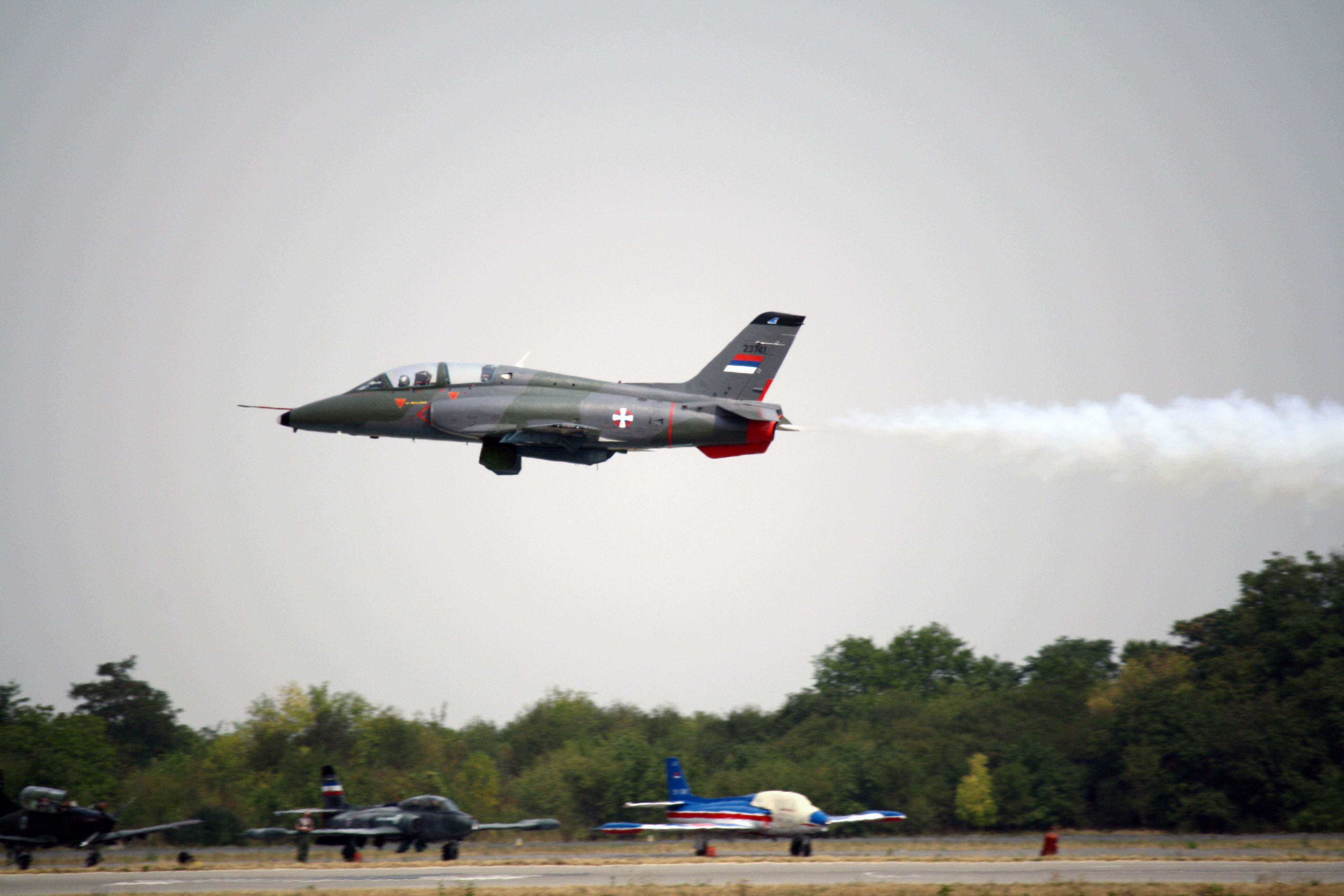
Um G-4 em voo.
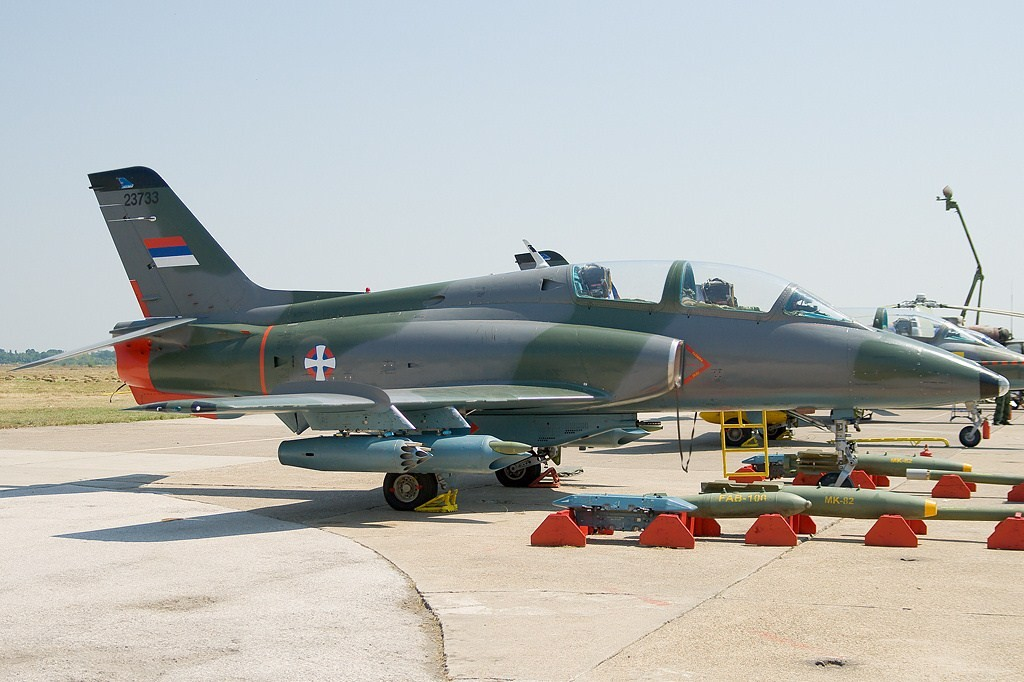
Um G-4 Super Galeb da força aérea da Sérvia.
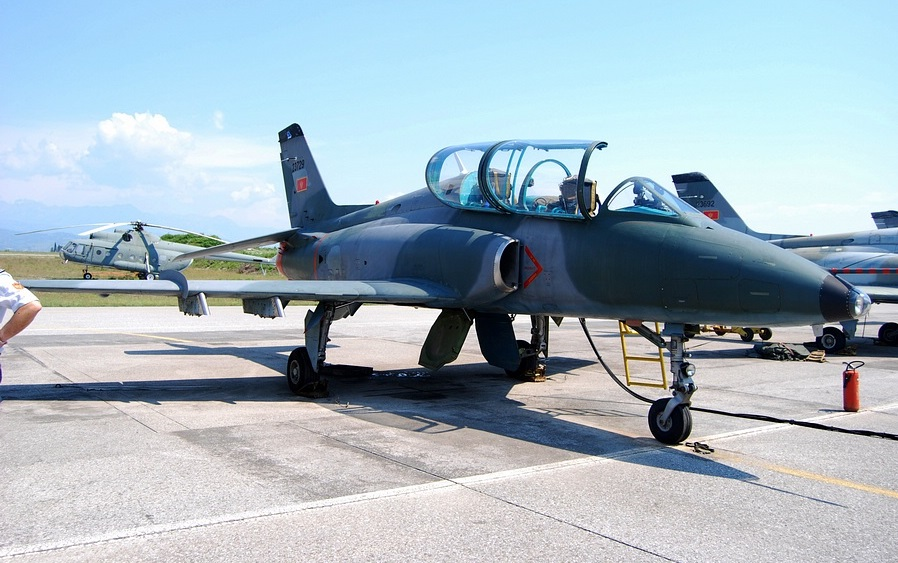
Um SOKO G-4 de Montenegro.

## Operadores
Cerca de 91 G-4s foram construidos.

### Atualmente
Sérvia
- Força Aérea Sérvia - Utiliza 23 G-4s e está atualizando 15 deles para o G-4MD.[5]

 Myanmar
- Força Aérea de Myanmar - 6 entregues, 4 operacionais e na ativa.

### Antigos usuários
Iugoslávia
- Força Aérea Iugoslava

 República Srpska
- Força Aérea da Republika Srpska - Operou apenas um G-4.

 Montenegro
- Após a independência de Montenegro, os G-4 a serviço do país foram abandonados e depois enviados à Sérvia em péssimas condições.